# Valeriana trichomanes
Valeriana trichomanes är en kaprifolväxtart som beskrevs av Graebner. Valeriana trichomanes ingår i släktet vänderötter, och familjen kaprifolväxter. Inga underarter finns listade i Catalogue of Life.